# Impavidum ferient ruinae

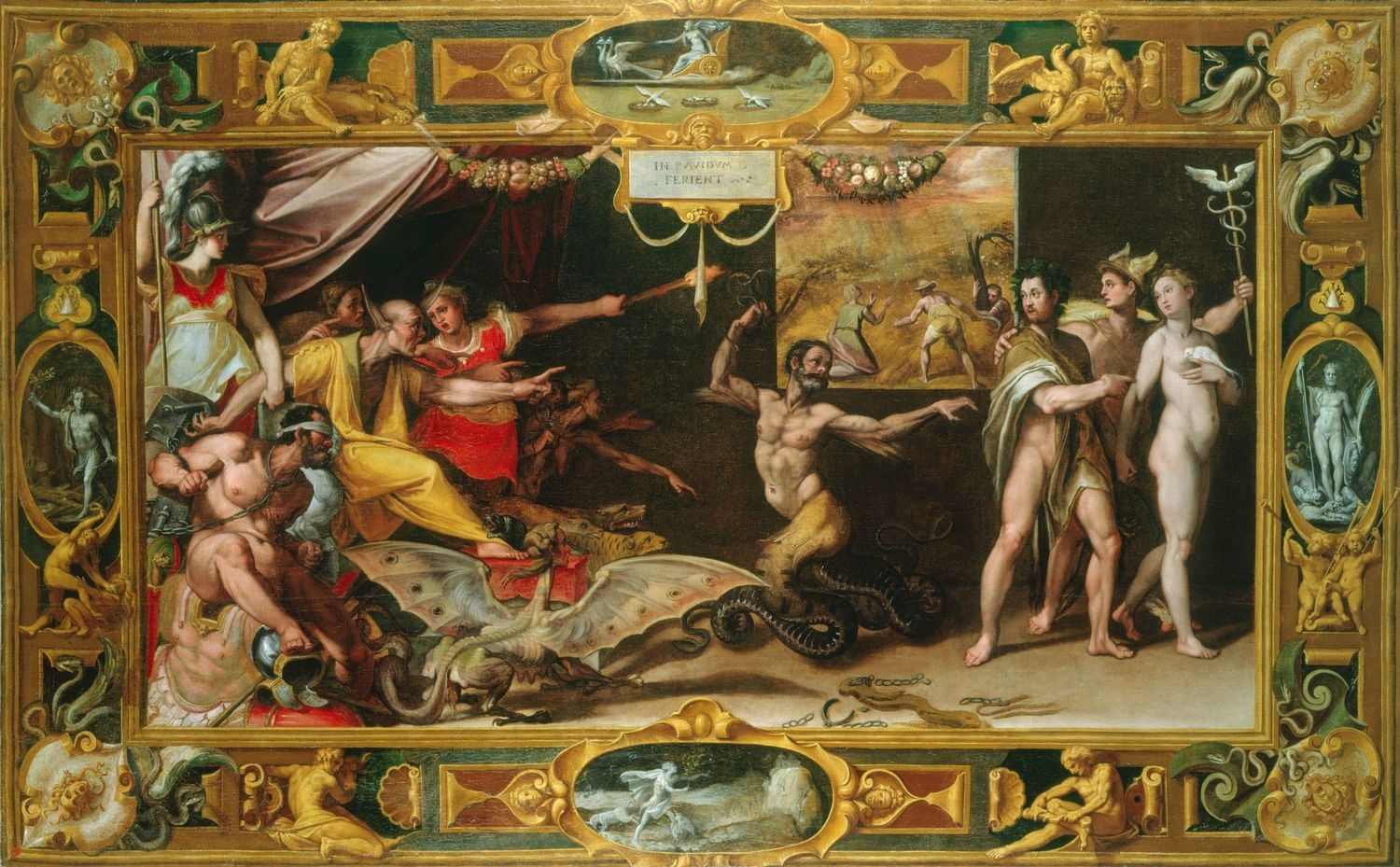

La locuzione latina Impavidum ferient ruinae, tradotta letteralmente, significa invano le rovine colpiranno colui che è impavido. (Orazio, Odi, III, 3, 8).
Il poeta parla dell'uomo di carattere, retto e tutto d'un pezzo, che, anche se le rovine del mondo intero gli cadessero addosso, rimarrebbe impavido e stretto al suo dovere, alle sue opinioni.